# 亚历山德里亚 (罗夫诺区)

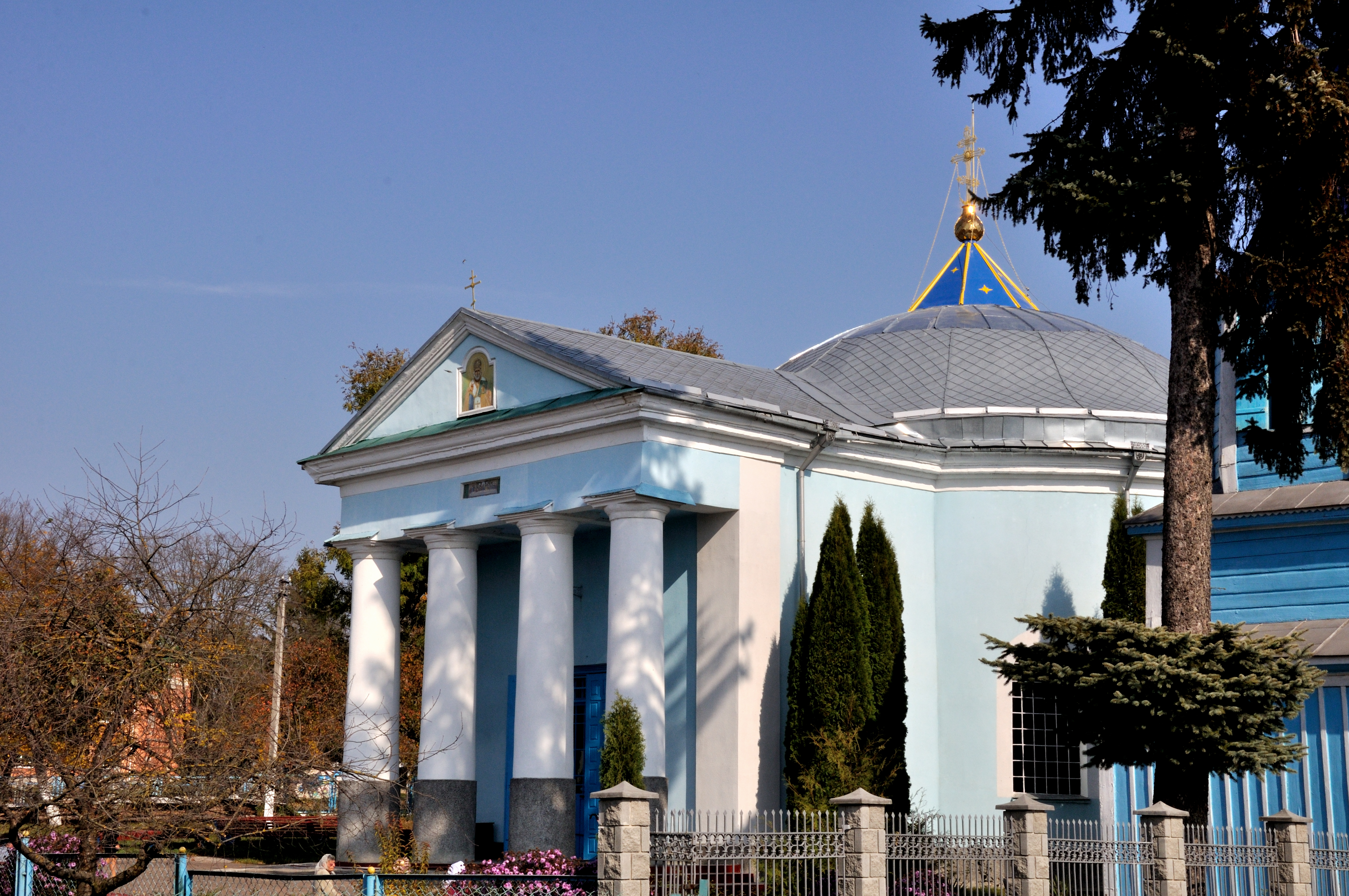
教堂

亚历山德里亚（烏克蘭語：Олександрія），是烏克蘭西北部里夫内州里夫内区亚历山德里亚市镇内的村落及其行政中心。處於戈倫河畔，始建於1569年，面積1.45平方公里，海拔高度189米，2001年人口2,397。